# Поље Славка Гавранчића
Поље Славка Гавранчића је насељено место у Босни и Херцеговини у општини Травник. Административно припада Федерацији Босне и Херцеговине, односно њеном Средњобосанском кантону. Према попису становништва из 2013. у насељу је било 370 становника, а већинску популацију чинили су Хрвати и Бошњаци.

## Становништво
По последњем службеном попису становништва из 2013. године у овом насељу живело је 370 становника, а село је било етнички хетерогено са мешовитом хрватско-бошњачком већинском популацијом.
| Националност | 2013. | 1991.        | 1981.        | 1971.        |
| Бошњаци      | —     | 106 (25,54%) | 98 (15,86%)  | 130 (15,93%) |
| Хрвати       | —     | 252 (60,72%) | 456 (73,79%) | 652 (79,90%) |
| Срби         | —     | 9 (2,17%)    | 17 (2,75%)   | 26 (3,19%)   |
| Југословени  | —     | 33 (7,95%)   | 38 (6,15%)   | 3 (0,37%)    |
| Словенци     | —     | 0            | 0            | 3 (0,37%)    |
| остали       | —     | 15 (3,61%)   | 9 (1,46%)    | 2 (0,24%)    |
| Укупно       | 370   | 415          | 618          | 816          |